# Ray Stricklyn
Lewis Raymond Stricklyn (* 8. Oktober 1928 in Houston, Texas; † 14. Mai 2002 in Los Angeles, Kalifornien) war ein US-amerikanischer Schauspieler.

## Leben
Raymond „Ray“ Stricklyn spielte bereits während seiner Zeit im Kindergarten am Theater und verfolgte seinen Wunsch Schauspieler zu werden auch während seiner Schulzeit. 1950 zog nach New York City, wo er nur zwei Jahre später am Broadway debütierte. Drei weitere Jahre später zog er nach Los Angeles, wo er seine Filmkarriere startete. Bereits 1956 spielte er in mehreren Fernsehserien und sechs Spielfilmen, darunter Der letzte Wagen, Mädchen ohne Mitgift und Entfesselte Jugend, mit. Für seine Rolle in Ein Mann in den besten Jahren wurde er 1959 als Bester Nachwuchsdarsteller zum ersten Mal für einen Golden Globe Award nominiert. Eine weitere Nominierung folgte 1961 als Bester Nebendarsteller für seine Darstellung in Die Plünderer.
Ray Stricklyns Filmkarriere kam Ende der 1960er Jahre zum Erliegen, sodass er ab 1973 im Westküstenbüro von John Springer Associates fortan die Öffentlichkeitsarbeit von Schauspieler wie Bette Davis und Elizabeth Taylor übernahm. Mit einem Auftritt in der Fernsehserie Detektiv Rockford – Anruf genügt startete er Ende der 1970er Jahre wieder seine Schauspielkarriere. Er trat vermehrt in Fernsehserien auf und spielte wieder auf der Theaterbühne. Seinen letzten Auftritt hatte er 1998 in einer Folge der Sitcom Die Nanny. Bereits ein Jahr zuvor war bei ihm ein Lungenemphysem diagnostiziert worden, sodass er begann, seine Autobiografie zu schreiben. Mit seiner 1999 erschienenen Autobiografie Angels & Demons: One Actor’s Hollywood Journey hatte er auch sein Coming-out.
Am 14. Mai 2002 verstarb Stricklyn an den Folgen seines Lungenemphysems. Er wurde von seiner Schwester und seinem langjährigen Lebenspartner, dem Theaterregisseur David Galligan, mit dem er seit 1965 zusammenlebte, überlebt.

## Filmografie (Auswahl)

### Film
- 1952: Happy-End … und was kommt dann? (The Marrying Kind)
- 1952: Ich bin ein Atomspion (The Thief)
- 1956: Anklage: Hochverrat (The Rack)
- 1956: Der letzte Wagen (The Last Wagon)
- 1956: Entfesselte Jugend (Crime in the Streets)
- 1956: Mädchen ohne Mitgift (The Catered Affair)
- 1958: Draculas Blutnacht (The Return of Dracula)
- 1958: Ein Mann in den besten Jahren (Ten North Frederick)
- 1959: Der ehrbare Bigamist (The Remarkable Mr. Pennypacker)
- 1959: Der Fischer von Galiläa (The Big Fisherman)
- 1960: Die Plünderer (The Plunderers)
- 1960: Versunkene Welt (The Lost World)
- 1965: Goldtransport durch Arizona (Arizona Raiders)
- 1993: Hart aber herzlich: Die Rückkehr (Hart to Hart Returns, Fernsehfilm)

### Serie
- 1979: Detektiv Rockford – Anruf genügt (The Rockford Files, eine Folge)
- 1985–1986: Das Imperium – Die Colbys (Dynasty II – The Colbys, vier Folgen)
- 1988–1989: Kampf gegen die Mafia (Wiseguy, vier Folgen)
- 1993: Bigfoot und die Hendersons (Harry and the Hendersons, drei Folgen)
- 1996: Seinfeld (eine Folge)
- 1998: Die Nanny (The Nanny, eine Folge)

## Auszeichnung
Golden Globe Award
- 1959: Nominierung als Bester Nachwuchsdarsteller für Ein Mann in den besten Jahre
- 1961: Nominierung als Bester Nebendarsteller für Die Plünderer